# Conseil d'État (Colombie)
Pour les autres articles nationaux ou selon les autres juridictions, voir Conseil d'État.
Le Conseil d'État de la République de Colombie est la juridiction suprême chargée du contentieux administratif en Colombie. Le Conseil connaît des requêtes en annulation pour inconstitutionnalité ou illégalité des actes du Gouvernement National (sans préjudice des compétences de la Cour constitutionnelle), de la perte de qualité de parlementaire, et du contentieux des élections nationales. Il résout les litiges résultant des actes, contrats, faits, omissions et activités régies par le droit administratif, lorsque sont impliqués des entités publiques ou des particuliers lorsqu'ils exercent une fonction administrative. Il  fixe également les règles jurisprudentielles que les autorités, magistrats et juges de la juridiction doivent suivre pour résoudre des cas similaires.
Le Conseil d'État est en outre le principal organe de conseil du Gouvernement national colombien sur des questions concernant l'administration avec la Chambre de consultation et de la fonction publique, chargée de répondre aux demandes de consultation formulées par les ministres et les directeurs de départements administratifs. Il résout également les conflits de compétences entre les administrations et il est autorisé à présenter devant le Congrès de la République des projets de loi et de réforme à la Constitution colombienne.
Le Conseil d'État est le plus haut juge de l'administration, il résout les litiges entre les particuliers et les administrations publiques ou entre lesdites administrations entre elles. Les décisions et les opinions du Conseil d'État garantissent la protection des droits des personnes et soutiennent la prise de décisions de l'État colombien, en veillant au renforcement et à la consolidation de la paix et du vivre ensemble.

## Fonctions
Le Conseil d'État est la juridiction suprême de l'ordre administratif colombien et l'organe consultatif suprême du Gouvernement national colombien. Il est composé de 31 magistrats. Le Conseil d'État a pour fonction :
- de tenir lieu de cour suprême du contentieux administratif, conformément à la loi ;
- de connaître des actions en annulation pour inconstitutionnalité des actes du Gouvernement national de Colombie, sans préjudice de la compétence de la Cour constitutionnelle ;
- d'agir comme l'organe consultatif suprême auprès du Gouvernement colombien sur des questions administrative, son avis devant être obligatoirement suivi dans certains cas déterminés par la Constitution et la loi ;
- de préparer la rédaction des projets de loi et de révision de la Constitution ;
- de statuer sur la déchéance des membres du Congrès de la République de leur mandat.

C'est l'organe qui chapeaute et clôt l'ordre administratif colombien. Cette juridiction se penche sur les litiges entre les particuliers et l'administration, ainsi que sur les litiges entre les administrations elles-mêmes.

## Histoire
Le Conseil d'État a été créé par un Décret pris par Simón Bolívar le 30 octobre 1817, en s'inspirant du Conseil d'État français établi par Napoléon en 1799. En 1828, par Décret organique précisa qu'il serait composé du président du Conseil de Ministres, des Ministres Secrétaires d'État et d'au moins un conseiller par chacun des départements. En 1843 il fut aboli avec l'approbation de la Constitution de la Nouvelle-Grenade.
La Constitution de 1886 créa la possibilité de donner forme au Conseil d'État, mais cette disposition ne fut jamais mis en œuvre. Cette possibilité fut abolie par Rafael Reyes en 1905, et à nouveau rétablie en 1910. Mais ce n'est qu'à partir de 1914 qu'il est possible de parler d'un Conseil d'État comme institution dotée d'une existence réelle et matérielle.

## Composition et structure
Le Conseil d'État est un corps judiciaire collégial, composé de 31 magistrats ou Conseillers d'État. Il exerce ses fonctions par l'intermédiaire de 4 Chambres : la Chambre plénière, la Chambre du contentieux administratif, la Chambre de gouvernance et la Chambre de consultation et de la fonction publique. La Chambre du contentieux administratif se divise en 5 sections, et à son tour la deuxième section se subdivise en 2 sous-sections et la troisième section en 3 sous-sections. Les chambres sont ainsi composées :
- Une Chambre plénière, composée de tous les membres du Conseil d'État ;
- Une Chambre du contentieux administratif, composé de 27 magistrats ;
- Une Chambre de consultation et de la fonction publique, comptant les 4 magistrats restants.

Il existe également une Chambre dite de gouvernance, qui rassemble le Président et le vice-président du Conseil d'État, les présidents de la Chambre de consultation et de la fonction publique et les présidents des sections de la Chambre du contentieux administratif.

### Chambre du contentieux administratif
La Chambre du contentieux administratif, qui rend des décisions juridictionnelles (à rebours de la Chambre de  consultation que fonctionne comme organe consultatif pour Gouvernement national colombien), est divisée en cinq sections appelées Première section, Deuxième section, Troisième section, Quatrième section et Cinquième section, respectivement.

#### Première section
Composée de 4 magistrats, cette section est compétente pour connaitre :
- des requêtes liées à l'environnement ;
- des requêtes sur des droits d'auteurs et des brevets ;
- des recours contre les décisions des juridictions inférieures sur la déchéance du mandat de député ou de conseiller :
- de l'expropriation administrative ;
- des recours extraordinaires en révision contre les décisions des juridictions inférieures, liés à sa compétence
- des recours extraordinaires pour l'unification de la jurisprudence dans le domaine de sa compétence ;
- des demandes d'extension de jurisprudence dans des situations similaires ;
- des demandes de radiation du rôle dans son domaine de compétence ;
- de la violation de droits collectifs (requêtes collectives qui ne relèvent pas de la troisième section).
- de la violation de droits fondamentaux (actions de tutelle).

#### Deuxième section
Composée de 6 magistrats, elle est elle-même subdivisée en deux sous-sections : la sous-section A et la sous-section B. Elle a compétence pour connaitre :
- des actes administratifs pris par le Ministère du travail ;
- des litiges de droit du travail concernant la reconnaissance et le paiement de primes, allocations ou salaires, ainsi que des situations de licenciement et restructuration d'entités publiques (suppression ou création de postes) ;
- des reconnaissance et liquidation de pensions des enseignants, policiers, soldats, juges, parlementaires et autres agents publics ;
- des recours extraordinaires en révision contre les décisions des juridictions inférieures, liés à sa compétence
- des recours extraordinaires pour l'unification de la jurisprudence dans le domaine de sa compétence ;
- des demandes d'extension de jurisprudence dans des situations similaires ;
- des demandes de radiation du rôle dans son domaine de compétence ;
- de la violation de droits fondamentaux (actions de tutelle).

#### Troisième section
Elle compte 9 magistrats, et est subdivisée en trois sous-section : A, B, et C.
Cette section connaît, principalement, des litiges contractuels entre les particuliers et l'État colombien, ainsi que de requêtes en indemnisation directe dans les recours en responsabilité extra-contractuelle des entités (grossièrement équivalent à la responsabilité civile traitée par les juridictions ordinaires, mais lorsque le dommage est imputé à une entité publique). Concrètement, elle connaît les litiges suivants :
- des requêtes portant sur les contrats publics. Elle peut déclarer la validité ou la nullité d'un contrat, ordonner sa réformation ou déclarer son inexécution, entre autres choses ;
- des requêtes visant à indemniser des dommages occasionnés par les activités de l'administration ou ses agents, aussi bien que la blessure, la mort, la dégradation ou la destruction du logement, la disparition forcée, le déplacement forcé, entre autres ;
- des requêtes sur les domaines agraires, miniers et pétroliers ;
- de l'expropriation en matière agraire ;
- de requête concernant la propriété et la domanialité ;
- de la nullité des arbitrages des litiges nés de contrats publics ;
- des actions collectives ;
- des violations de droits collectifs (actions collectives sur des sujets contractuels et de violation à la moralité administrative) ;
- des recours extraordinaires en révision contre les décisions des juridictions inférieures, liés à sa compétence
- des recours extraordinaires pour l'unification de la jurisprudence dans le domaine de sa compétence ;
- des demandes d'extension de jurisprudence dans des situations similaires ;
- de la violation de droits fondamentaux (actions de tutelle).

#### Quatrième section
Composée de 4 magistrats, elle statue dans les domaines suivants :
- de la légalité des actes administratifs – hors ceux du travail –, pris par le Conseil national de politiques économiques et sociales (Conpes), la Superintendance financière, la Banque de la République, le Ministère de Commerce Extérieur et le Fonds de garantie des institutions financières ;
- de la vente des participations de l'État à une société ;
- de la procédure administrative de perceptions coatives ;
- des recours extraordinaires en révision contre les décisions des juridictions inférieures, liés à sa compétence
- des recours extraordinaires pour l'unification de la jurisprudence dans le domaine de sa compétence ;
- des demandes d'extension de jurisprudence dans des situations similaires ;
- des demandes de radiation du rôle dans son domaine de compétence ;
- de la violation de droits fondamentaux (actions de tutelle).

#### Cinquième section
Elle comprend 4 magistrats et connait : 
- des requête en annulation des élections ;
- des requêtes contre les acte pris dans le cadre d'un vote populaire ;
- des requêtes contre les nominations au sein des entités et des administrations nationales
- des demandes de constatation de vacances dans les administrations publiques ;
- des recours extraordinaires en révision contre les décisions des juridictions inférieures, liés à sa compétence
- des recours extraordinaires pour l'unification de la jurisprudence dans le domaine de sa compétence ;
- des demandes d'extension de jurisprudence dans des situations similaires ;
- des demandes de radiation du rôle dans son domaine de compétence ;
- de la violation de droits fondamentaux (actions de tutelle).

### Chambre plénière
La Chambre plénière est chargée la gestion administrative et procédurale du Conseil et des juridictions administratives sous sa responsabilité.
Elle choisit également le Président et le Vice-président du Conseil, les membres du Conseil d'État, les magistrats des Tribunaux administratifs, le Contrôleur général des comptes de Colombie, trois membres du Conseil supérieur de la magistrature, trois membres de la Cour constitutionnelle de Colombie. Elle propose trois candidats au poste de Procureur général de la Nation et désigne les membres du tribunal arbitral sur demande de la Chambre de commerce de Bogota.
Elle exerce également des fonctions disciplinaires, et émet un avis préalable avant que le Gouvernement n'autorise le passage ou le stationnement de troupes, navire ou aéronefs étrangers sur le sol national.

## Composition actuelle

### Première section
| Poste     | Nom                            |
| --------- | ------------------------------ |
| Président | Nubie Margoth Peña Garzón      |
| Magistrat | Oswaldo Giraldo López          |
| Magistrat | Roberto Augusto Serrato Váldes |
| Magistrat | Hernando Sanchéz Sanchéz       |

### Deuxième section
| Poste     | Nom                            |
| --------- | ------------------------------ |
| Président | Gabriel Valbuena Hernández     |
| Magistrat | César Palomino Cortés          |
| Magistrat | Jorge Iván Duc Gutiérrez       |
| Magistrat | Carmelo Perdomo Cueter         |
| Magistrat | Sandra Lisset Ibarra Vélez     |
| Magistrat | Rafael Francisco Suárez Vargas |

### Troisième section
| Poste     | Nom                             |
| --------- | ------------------------------- |
| Président | Guillermo Alfonso Sánchez Luque |
| Magistrat | Marta Nubie Velásquez Riche     |
| Magistrat | Nicolás Yepes Corrales          |
| Magistrat | Efraím Alberto Montagne Argent  |
| Magistrat | José Roberto Sáchica Méndez     |
| Magistrat | Martín Gonzalo Bermúdez Muñoz   |
| Magistrat | María Adriana Marín             |
| Magistrat | Jaime Enrique Rodríguez Navas   |
| Magistrat | Fredy Ibarra Martínez           |

### Quatrième section
| Poste     | Nom                              |
| --------- | -------------------------------- |
| Président | Juillet Roberto Piza Rodríguez   |
| Magistrat | Stella Jeannette Carvajal Suffis |
| Magistrat | Milton Chaves García             |
| Magistrat | Myriam Stella Gutiérrez Argüello |

### Cinquième section
| Poste     | Nom                        |
| --------- | -------------------------- |
| Président | Luis Alberto Álvarez Parra |
| Magistrat | Carlos Enrique Brun Blond  |
| Magistrat | Rocío Araújo Oñate         |
| Magistrat | Pedro Pablo Vanegas Gil    |

## Conditions requises pour être magistrat au Conseil d'État
L'article 232 de la Constitution colombienne de 1991 dispose que les conditions suivantes doivent être remplies pour être magistrat au sein d'une des hautes juridictions du pays :

« Pour être magistrat à la Cour constitutionnelle, à la Cour suprême de Justice et au Conseil d'État, il est faut  :
1. Être colombien de naissance et jouir de l'intégralité de ses droits civils et politiques ;
2. Être avocat ;
3. Ne pas avoir été condamné par décision de justice à peine privative de la liberté, hormis les cas de délits politiques ou non-intentionnels ;
4. Avoir occupé, pendant quinze ans au moins, des fonctions dans la branche judiciaire ou dans le Ministère public, ou avoir exercé, avec bonne réputation, pendant au moins la même durée, la profession d'avocat ou avoir détenu une chaire universitaire dans des disciplines juridiques au sein d'établissements reconnus officiellement. Pour les fonctions de magistrat à la Cour Suprême de Justice et au Conseil d'État, le poste universitaire doit avoir concerné les disciplines juridiques dans le domaine dans lequel le magistrat sera emmené à exercer.

Pour être magistrat au sein de ces corps, il n'est pas nécessaire d'avoir exercé une carrière juridictionnelle. »

## Présidents du Conseil d'État
| Presidente                        | Periodo | Presidente                             | Periodo |
| --------------------------------- | ------- | -------------------------------------- | ------- |
| Jaime Betancur Cuartas            | 1980    | Manuel Santiago Urueta Ayola           | 2001    |
| Osvaldo Abello Noguera            | 1981    | Jesús María Carrillo Ballesteros       | 2002    |
| Bernardo Ortiz Amaya              | 1982    | Ricardo Hoyos Duque                    | 2003    |
| Humberto Mora Osejo               | 1983    | Alejandro Ordóñez Maldonado            | 2004    |
| Jaime Paredes Tamayo              | 1984    | German Rodríguez Villamizar            | 2005    |
| Carlos Betancur Jaramillo         | 1985    | Ramiro Saavedra Becerra                | 2006    |
| Samuel Buitrago Hurtado           | 1986    | Gustavo Aponte Santos                  | 2007    |
| Gaspar Caballero Sierra           | 1987    | Enrique Gil Botero                     | 2008    |
| Carmelo Martínez Conn             | 1988    | Rafael Enrique Ostau De Lafont Pianeta | 2009    |
| Antonio José de Irisarri Restrepo | 1989    | Luis Fernando Álvarez Jaramillo        | 2010    |
| Reynaldo Arciniegas Baedecker     | 1990    | Mauricio Fajardo Gómez                 | 2011    |
| Consuelo Sarria Olcos             | 1991    | Gustavo Eduardo Gómez Aranguren        | 2012    |
| Álvaro Lecompte Luna              | 1992    | Alfonso Vargas Rincón                  | 2013    |
| Guillermo Chahin Lizcano          | 1993    | María Claudia Rojas Lasso              | 2014    |
| Amado Gutiérrez Velásquez         | 1994    | Luis Rafael Vergara Quintero           | 2015    |
| Diego Younes Moreno               | 1995    | Danilo Alfonso Rojas Betancourth       | 2016    |
| Daniel Suárez Hernández           | 1996    | Jorge Octavio Ramírez Ramírez          | 2017    |
| Juan de Dios Montes Hernández     | 1997    | Germán Bula Escobar                    | 2018    |
| Dolly Pedraza de Arenas           | 1998    | Lucy Jeannette Bermúdez Bermúdez       | 2019    |
| Cesar Hoyos Salazar               | 1999    | Álvaro Námen Vargas                    | 2020    |
| Mario Alario Méndez               | 2000    | Marta Nubia Velasquez Rico             | 2022    |

## Membres historiques du Conseil d'État
| Magistrat                  | Section  | Magistrat                  | Section  | Magistrat                 | Section   | Magistrat                   | Section   |
| -------------------------- | -------- | -------------------------- | -------- | ------------------------- | --------- | --------------------------- | --------- |
| Guillermo Vargas Ayala     | première | Humberto Mora Osejo        | deuxième | Carlos Betancur Jaramillo | troisième | Carmen Teresa Ortiz         | quatrième |
| Miguel González Rodríguez  | première | Joaquín Barreto Ruíz       | deuxième | Myriam Guerrero           | troisième | Juan Ángel Palacio Hincapié | quatrième |
| Simón Rodríguez Rodríguez  | première | Dolly Pedraza              | deuxième | José Bonivento Fernández  | troisième | Héctor J. Romero Díaz       | quatrième |
| Manuel S. Urueta Ayola     | première | Diego Younes Moreno        | deuxième | Jaime Orlando Santofimio  | troisième | Consuelo Sarria Olcos       | quatrième |
| Gabriel E. Mendoza Martelo | première | Álvaro Lecompte Luna       | deuxième | Martín Bermúdez Muñoz     | troisième | Jaime Abella Zarate         | quatrième |
| Rafael E. Ostau de Lafont  | première | Bertha Lucia Ramírez       | deuxième | Jaime Rodríguez Navas     | troisième | Julio E. Correa Restrepo    | quatrième |
| Camilo Arciniegas Andrade  | première | Alberto Arango Mantilla    | deuxième | María Adriana Marín       | troisième | William Giraldo Giraldo     | quatrième |
| Martha Sofia Sanz Tobón    | première | Carmelo Perdomo Cuéter     | deuxième | Ramiro Pazos Guerrero     | troisième | María Inés Ortiz Barbosa    | quatrième |
| Rodrígo Vieira Puerta      | première | Rafael Suárez Vargas       | deuxième | Alberto Montaña Plata     | troisième | Ligia López Díaz            | quatrième |
| Roberto Serrato Valdés     | première | William Hernández Gómez    | deuxième | Marta Velásquez Rico      | troisième | Gustavo H. Rodríguez        | quatrième |
| Hernando Sánchez Sánchez   | première | Gabriel Valbuena Hernández | deuxième | Nicolás Yépes Corrales    | troisième | Milton Chaves García        | quatrième |
| Oswaldo Giraldo López      | première | César Palomino Cortés      | deuxième | Guillermo Sánchez Luque   | troisième | Julio Piza Rodríguez        | quatrième |
| Nubia Peña Garzón          | première | Sandra Ibarra Vélez        | deuxième | José Roberto Sáchica      | troisième | Stella Carvajal Basto       | quatrième |